# Вілафранка-дель-Пенедес
Білафра́нка-дал-Панаде́с (кат. Vilafranca del Penedès) — місто, розташоване в Автономній області Каталонія в Іспанії.
Знаходиться у районі (кумарці) Ал-Панадес провінції Барселона, згідно з новою адміністративною реформою перебуватиме у складі баґарії Барселона.

## Населення
Населення міста (у 2018 р.) становить 40 055 осіб (з них менше 14 років — 15,6 %, від 15 до 64 — 69,5 %, понад 65 років — 14,9 %). У 2006 р. народжуваність склала 487 осіб, смертність — 237 осіб, зареєстровано 168 шлюбів. У 2001 р. активне населення становило 15.738 осіб, з них безробітних — 1.428 осіб.

Серед осіб, які проживали на території міста у 2001 р., 22.223 народилися в Каталонії (з них 15.887 осіб у тому самому районі, або кумарці), 6.982 особи приїхали з інших областей Іспанії, а 2.043 особи приїхали з-за кордону. 

Університетську освіту має 10,4 % усього населення. 

У 2001 р. нараховувалося 11.053 домогосподарства (з них 18,8 % складалися з однієї особи, 28,2 % з двох осіб,22,5 % з 3 осіб, 21,2 % з 4 осіб, 6,2 % з 5 осіб, 1,8 % з 6 осіб, 0,6 % з 7 осіб, 0,3 % з 8 осіб і 0,3 % з 9 і більше осіб).

Активне населення міста у 2001 р. працювало у таких сферах діяльності: у сільському господарстві — 1,7 %, у промисловості — 30,7 %, на будівництві — 9,6 % і у сфері обслуговування — 58 %. 

 У муніципалітеті або у власному районі (кумарці) працює 13.895 осіб, поза районом — 6.449 осіб.

### Доходи населення
У 2002 р. доходи населення розподілялися таким чином :
| \| Доходи населення за статтями доходів \| Доходи населення за статтями доходів \| Доходи населення за статтями доходів \| \| Рік \| 2002 р. \| 2001 р. \| \| ------------------------------------ \| ------------------------------------ \| ------------------------------------ \| \| Заробітна платня \| 63,1 % \| 64,4 % \| \| Доходи від ведення бізнесу \| 23 % \| 22,5 % \| \| Соціальна допомога \| 13,9 % \| 13,1 % \| |         |         |
| Доходи населення за статтями доходів |         |         |
| Рік | 2002 р. | 2001 р. |
| Заробітна платня | 63,1 %  | 64,4 %  |
| Доходи від ведення бізнесу | 23 %    | 22,5 %  |
| Соціальна допомога | 13,9 %  | 13,1 %  |

### Безробіття
У 2007 р. нараховувалося 1.228 безробітних (у 2006 р. — 1.358 безробітних), з них чоловіки становили 41 %, а жінки — 59 %.

## Економіка
У 1996 р. валовий внутрішній продукт розподілявся по сферах діяльності таким чином :
| \| Валовий внутрішній продукт \| Валовий внутрішній продукт \| Валовий внутрішній продукт \| \| Рік \| 1996 р. \| 1991 р. \| \| -------------------------- \| -------------------------- \| -------------------------- \| \| Сільське господарство \| 0,8 % \| 1,9 % \| \| Промисловість \| 28,6 % \| 27,7 % \| \| Будівництво \| 6,6 % \| 6,9 % \| \| Послуги \| 63,9 % \| 63,6 % \| |         |         |
| Валовий внутрішній продукт |         |         |
| Рік | 1996 р. | 1991 р. |
| Сільське господарство | 0,8 %   | 1,9 %   |
| Промисловість | 28,6 %  | 27,7 %  |
| Будівництво | 6,6 %   | 6,9 %   |
| Послуги | 63,9 %  | 63,6 %  |

### Підприємства міста

#### Промислові підприємства
| \| Промислові підприємства міста, за сферою діяльності \| Промислові підприємства міста, за сферою діяльності \| Промислові підприємства міста, за сферою діяльності \| \| Рік \| 2002 р. \| 2001 р. \| \| --------------------------------------------------- \| --------------------------------------------------- \| --------------------------------------------------- \| \| Енергетичні та водні ресурси \| 0,5 % \| 0,5 % \| \| Хімія та метали \| 3,9 % \| 4,1 % \| \| Переробка металів \| 27,7 % \| 27,2 % \| \| Продукти харчування \| 22,3 % \| 21,2 % \| \| Текстиль \| 15 % \| 15,7 % \| \| Виробництво меблів, видання \| 28,2 % \| 28,1 % \| \| Інше \| 2,4 % \| 3,2 % \| \| Усього підприємств \| 206 \| 217 \| |         |         |
| Промислові підприємства міста, за сферою діяльності |         |         |
| Рік | 2002 р. | 2001 р. |
| Енергетичні та водні ресурси | 0,5 %   | 0,5 %   |
| Хімія та метали | 3,9 %   | 4,1 %   |
| Переробка металів | 27,7 %  | 27,2 %  |
| Продукти харчування | 22,3 %  | 21,2 %  |
| Текстиль | 15 %    | 15,7 %  |
| Виробництво меблів, видання | 28,2 %  | 28,1 %  |
| Інше | 2,4 %   | 3,2 %   |
| Усього підприємств | 206     | 217     |

#### Роздрібна торгівля
| \| Підприємства роздрібної торгівлі міста, за сферою діяльності \| Підприємства роздрібної торгівлі міста, за сферою діяльності \| Підприємства роздрібної торгівлі міста, за сферою діяльності \| \| Рік \| 2002 р. \| 2001 р. \| \| ------------------------------------------------------------ \| ------------------------------------------------------------ \| ------------------------------------------------------------ \| \| Продукти харчування \| 25,9 % \| 26,8 % \| \| Одяг та взуття \| 20,7 % \| 21,4 % \| \| Товари для дому \| 19,2 % \| 18 % \| \| Книги та періодичні видання \| 3 % \| 2,9 % \| \| Промислова хімічна продукція \| 6,3 % \| 5,7 % \| \| Продукція, пов'язана з транспортними засобами \| 6 % \| 6 % \| \| Інше \| 19 % \| 19,3 % \| \| Усього підприємств \| 735 \| 701 \| |         |         |
| Підприємства роздрібної торгівлі міста, за сферою діяльності |         |         |
| Рік | 2002 р. | 2001 р. |
| Продукти харчування | 25,9 %  | 26,8 %  |
| Одяг та взуття | 20,7 %  | 21,4 %  |
| Товари для дому | 19,2 %  | 18 %    |
| Книги та періодичні видання | 3 %     | 2,9 %   |
| Промислова хімічна продукція | 6,3 %   | 5,7 %   |
| Продукція, пов'язана з транспортними засобами | 6 %     | 6 %     |
| Інше | 19 %    | 19,3 %  |
| Усього підприємств | 735     | 701     |

#### Сфера послуг
| \| Підприємства міста, що працюють у сфері послуг, за діяльністю \| Підприємства міста, що працюють у сфері послуг, за діяльністю \| Підприємства міста, що працюють у сфері послуг, за діяльністю \| \| Рік \| 2002 р. \| 2001 р. \| \| ------------------------------------------------------------- \| ------------------------------------------------------------- \| ------------------------------------------------------------- \| \| Гуртова торгівля \| 11,8 % \| 12,3 % \| \| Готелі та готельний бізнес \| 16,8 % \| 16,2 % \| \| Транспорт та зв'язок \| 14,1 % \| 14,4 % \| \| Посередницькі фінансові послуги \| 5,5 % \| 5,9 % \| \| Послуги підприємствам \| 9,4 % \| 9,5 % \| \| Послуги фізичним особам \| 29,9 % \| 29,8 % \| \| Нерухомість та ін. \| 12,4 % \| 11,8 % \| \| Усього підприємств \| 1.337 \| 1.280 \| |         |         |
| Підприємства міста, що працюють у сфері послуг, за діяльністю |         |         |
| Рік | 2002 р. | 2001 р. |
| Гуртова торгівля | 11,8 %  | 12,3 %  |
| Готелі та готельний бізнес | 16,8 %  | 16,2 %  |
| Транспорт та зв'язок | 14,1 %  | 14,4 %  |
| Посередницькі фінансові послуги | 5,5 %   | 5,9 %   |
| Послуги підприємствам | 9,4 %   | 9,5 %   |
| Послуги фізичним особам | 29,9 %  | 29,8 %  |
| Нерухомість та ін. | 12,4 %  | 11,8 %  |
| Усього підприємств | 1.337   | 1.280   |

## Житловий фонд
У 2001 р. 4,7 % усіх родин (домогосподарств) мали житло метражем до 59 м², 42,2 % — від 60 до 89 м², 40,5 % — від 90 до 119 м² і
12,6 % — понад 120 м².

З усіх будівель у 2001 р. 32,6 % було одноповерховими, 26,6 % — двоповерховими, 18,4 % — триповерховими, 8,3 % — чотириповерховими, 8,1 % — п'ятиповерховими, 4,5 % — шестиповерховими,
0,8 % — семиповерховими, 0,8 % — з вісьмома та більше поверхами.

## Автопарк
| \| Автомобілі, зареєстровані у місті, за призначенням \| Автомобілі, зареєстровані у місті, за призначенням \| Автомобілі, зареєстровані у місті, за призначенням \| \| Рік \| 2006 р. \| 2005 р. \| \| -------------------------------------------------- \| -------------------------------------------------- \| -------------------------------------------------- \| \| Приватні автомобілі \| 71 % \| 72 % \| \| Мотоцикли \| 8,2 % \| 7,6 % \| \| Вантажівки \| 16,5 % \| 16,7 % \| \| Трактори \| 0,8 % \| 0,7 % \| \| Автобуси та ін. \| 3,5 % \| 3 % \| \| Усього автомобілів \| 23.564 шт. \| 22.876 шт. \| |            |            |
| Автомобілі, зареєстровані у місті, за призначенням |            |            |
| Рік | 2006 р.    | 2005 р.    |
| Приватні автомобілі | 71 %       | 72 %       |
| Мотоцикли | 8,2 %      | 7,6 %      |
| Вантажівки | 16,5 %     | 16,7 %     |
| Трактори | 0,8 %      | 0,7 %      |
| Автобуси та ін. | 3,5 %      | 3 %        |
| Усього автомобілів | 23.564 шт. | 22.876 шт. |

## Вживання каталанської мови
У 2001 р. каталанську мову у місті розуміли 95,3 % усього населення (у 1996 р. — 97,3 %), вміли говорити нею 76,9 % (у 1996 р. — 83,8 %), вміли читати 75,5 % (у 1996 р. — 80,7 %), вміли писати 53,4 % (у 1996 р. — 55,8 %). Не розуміли каталанської мови 4,7 %.

## Політичні уподобання
У виборах до Парламенту Каталонії у 2006 р. взяло участь 15.522 особи (у 2003 р. — 17.072 особи). Голоси за політичні сили розподілилися таким чином:
| \| Вибори до Парламенту Каталонії \| Вибори до Парламенту Каталонії \| Вибори до Парламенту Каталонії \| \| Рік \| 2006 р. \| 2003 р. \| \| -------------------------------------- \| ------------------------------ \| ------------------------------ \| \| Конвергенція та Єднання (CiU) \| 35,7 % \| 34,6 % \| \| Соціалістична партія Каталонії (PSC) \| 26,4 % \| 28,9 % \| \| Народна партія (PP) \| 8,1 % \| 9,3 % \| \| Ініціатива за зелену Каталонію (IC) \| 9,4 % \| 6,1 % \| \| Республіканська лівиця Каталонії (ERC) \| 16,5 % \| 20 % \| \| Громадянська партія (C's) \| 1,5 % \| 0 % \| \| Інші \| 2,3 % \| 1,1 % \| |         |         |
| Вибори до Парламенту Каталонії |         |         |
| Рік | 2006 р. | 2003 р. |
| Конвергенція та Єднання (CiU) | 35,7 %  | 34,6 %  |
| Соціалістична партія Каталонії (PSC) | 26,4 %  | 28,9 %  |
| Народна партія (PP) | 8,1 %   | 9,3 %   |
| Ініціатива за зелену Каталонію (IC) | 9,4 %   | 6,1 %   |
| Республіканська лівиця Каталонії (ERC) | 16,5 %  | 20 %    |
| Громадянська партія (C's) | 1,5 %   | 0 %     |
| Інші | 2,3 %   | 1,1 %   |

У муніципальних виборах у 2007 р. взяло участь 14.830 осіб (у 2003 р. — 16.629 осіб). Голоси за політичні сили розподілилися таким чином:
| \| Муніципальні вибори \| Муніципальні вибори \| Муніципальні вибори \| \| Рік \| 2007 р. \| 2003 р. \| \| -------------------------------------- \| ------------------- \| ------------------- \| \| Конвергенція та Єднання (CiU) \| 31,5 % \| 28,3 % \| \| Соціалістична партія Каталонії (PSC) \| 32,9 % \| 43,8 % \| \| Народна партія (PP) \| 7 % \| 7,8 % \| \| Ініціатива за зелену Каталонію (IC) \| 6,3 % \| 0 % \| \| Республіканська лівиця Каталонії (ERC) \| 6,4 % \| 13,5 % \| \| Громадянська партія (C's) \| 0 % \| 0 % \| \| Інші \| 15,9 % \| 6,6 % \| |         |         |
| Муніципальні вибори |         |         |
| Рік | 2007 р. | 2003 р. |
| Конвергенція та Єднання (CiU) | 31,5 %  | 28,3 %  |
| Соціалістична партія Каталонії (PSC) | 32,9 %  | 43,8 %  |
| Народна партія (PP) | 7 %     | 7,8 %   |
| Ініціатива за зелену Каталонію (IC) | 6,3 %   | 0 %     |
| Республіканська лівиця Каталонії (ERC) | 6,4 %   | 13,5 %  |
| Громадянська партія (C's) | 0 %     | 0 %     |
| Інші | 15,9 %  | 6,6 %   |

## Історія та культура
Див. також Castellers de Vilafranca.
Муніципалітет Білафранка-дал-Панадес відомий тим, що є центром діяльності громадської асоціації «Кастельє́с де Білафра́нка» (кат. Castellers де Vilafranca), головною метою асоціації є побудова «живих веж», так званих касте́льс або касте́льш (кат. castells). Асоціацію було засновано у 1948 р., зважаючи на постійно зростаючу зацікавленість загалу до побудови «живих людських веж», (сама традиція побудови веж почала розвиватися ще у XVIII ст.).
Наразі «Кастельєс де Білафранка» об'єднує бл. 400 активних членів різного віку. Штаб-квартирою організації є будівля під назвою Кал Фігаро́т (кат. Cal Figarot) або Ка́за Бі́а Рабанто́с (кат. Casa Via Raventós). Ця будівля знаходиться у центрі містечка, її пристосовано до побудови «живих веж» (наприклад, високі стелі для використання взимку, відкрите внутрішнє подвір'я для весняного, літнього та осіннього періодів).
Асоціація є однією з найбільших громадських організацій у містечку, вона неодноразово представляла каталонському культуру за кордоном. «Кастельєс де Білафранка» має понад п'ятиста офіційних спонсорів, їй надають підтримку кілька громадських та приватних установ. Окрім участі у конкурсах з побудови «живих веж», асоціація також організовує інші культурні заходи, як-от невеликі концерти, поетичні змагання, великі велотурніри, турніри з доміно, конкурси з приготування національних страв і школу побудови «живих веж» для дітей.
Діяльність «Кастельєс де Білафранка» дозволила зберегти і пропагувати каталонському культуру по всій Каталонії та зі її межами. Асоціацію було нагороджено відзнакою уряду Каталонії «Хрестом Святого Георгія».